# Synagoge (Nasielsk)

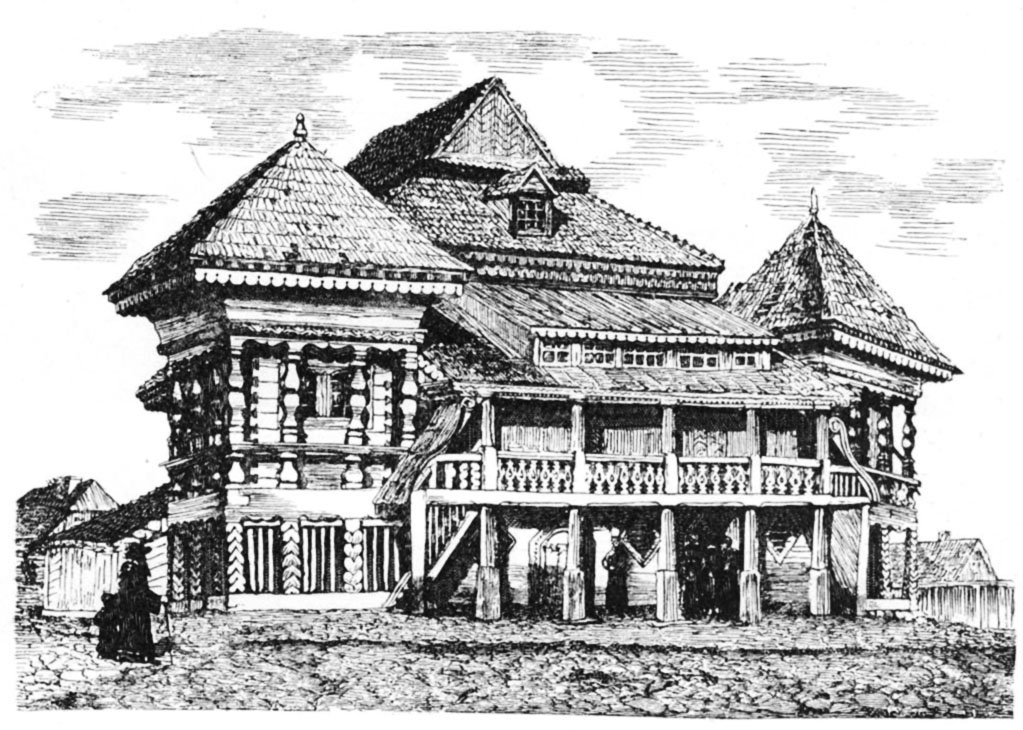
Bild der Synagoge

Die hölzerne Synagoge in Nasielsk in der polnischen Woiwodschaft Masowien wurde gegen Ende des 17. Jahrhunderts oder auch später erbaut. Ende des 19. Jahrhunderts wurde sie wegen Baufälligkeit abgerissen.

## Geschichte
Das Erbauungsjahr ist nicht gesichert. Es kann zwischen dem späten 17. Jahrhundert und dem frühen (vielleicht aber sogar dem mittleren) 18. Jahrhundert liegen. Im 19. Jahrhundert wurden größere Umbauarbeiten durchgeführt: 1857 wurden über der Vorhalle weitere Gebetsräume für die Frauen errichtet und 1865 sowie 1875 wurden die Dächer über den an den Seitenwänden im Norden und Süden angrenzenden älteren Räumen der Frauen geändert. Ca. 1880 wurde das baufällige Gebäude abgerissen.

## Architektur
Die Haupthalle war mit 13,00 × 13,20 m nahezu quadratisch. Im Westen war die Vorhalle und an den Seiten im Norden und Süden befanden sich die Gebetsräume der Frauen. Diese hatten vermutlich ursprünglich je drei gegen die Seitenwände querstehende Dächer, die bei den späteren Umbauten durch ein sich an die Wände anlehnendes Dach ersetzt wurden. Über dem Vestibül wurde 1857 ein weiterer Gebetsraum für die Frauen errichtet, der über äußere Treppen und einem Balkon erreichbar war. Die seitlichen Frauenräume und die Vorhalle waren durch zwei Eckpavillons erreichbar. An den Seitenwänden und an der Ostwand (wahrscheinlich auch im Westen vor der Erweiterung der Frauenräume) befanden sich je drei Fenster. Die Haupthalle war zweistufig; der obere Teil war ein Giebeldach und der untere, weniger steile Teil, ein Walmdach. Die beiden Eckpavillons hatten Pyramidendächer.
Vom Inneren weiß man nur wenig; die Bima stand in der Mitte des Raumes. An ihren Ecken standen vier Pfeiler. Ob diese die Decke der Halle stützten, oder nur einen Abschluss der Bima, ist nicht bekannt.